# ديميتريو جريكو
ديميتريو جريكو (بالإيطالية: Demetrio Greco)‏ هو لاعب كرة قدم إيطالي، ولد في 10 أغسطس 1979 في كوزنسا في إيطاليا. لعب مع نادي آراو ونادي لوزيرن ونادي مسينا.

## وصلات خارجية
- ديميتريو جريكو على موقع قاعدة بيانات كرة القدم.إي يو (الإنجليزية)
- ديميتريو جريكو على موقع بيانات كرة القدم. دي إي (الألمانية)